# Tremaine Fowlkes
Tremaine Fowlkes, né le 11 avril 1976 à Los Angeles en Californie, est un ancien joueur américain de basket-ball. Il évolue au poste d'ailier.

## Palmarès
- Champion NBA 2004